# Кузьменко Дмитро Вікторович (письменник)
Кузьменко Дмитро (псевдонім Кузько Кузякін) (м. Житомир, Житомирська область) — український дит. письменник,     художник-ілюстратор, редактор...

## Біографічні відомості
За фахом — вчитель і журналіст, закінчив Житомирський державний університет та Львівський національний університет імені Івана Франка. Працював творчим редактором журналів Пізнайко і Професор Крейд, головним редактором проєкту для вчителів Всеосвіта.
Після оновлення шкільних навчальних програм у 2016 році твори Дмитра Кузьменка було включено до програми з літературного читання для школярів молодших класів.
У 2014, 2018 роках за програмою Gaude Polonia стажувався у Варшавській академії мистецтв.
Почесний амбасадор Житомирщини.￼

## Книжки
2025 — Старенький трамвай пана Песика / Ілюстратор Іван Кравець. — Івано-Франківськ, Маґура.
2023 — Вечірній вітер / Ілюстратор Іван Кравець. — Харків, Талант.
2023 — Нескорені. Велика книга сміливості / Ірина Тараненко, Дмитро Кузьменко, Марина Островська, Ольга Сиротюк, Галина Мисник. — Київ, #книголав.
2023 — Клімат у твоїх руках / У співавторстві з Катериною Терлецькою, ілюстраторка Ірина Вале. — Харків, Vivat.
2022 — Я і мій тато / Ілюстраторка Оксана Драчковська. — Харків, Vivat.
2022 — Я, мій тато і Висока Гора / Ілюстраторка Оксана Драчковська. — Харків, Vivat.
2022 — Кожен може назвати принцесу / Ілюстраторка Інна Черняк. — Харків, Vivat.
2021 — Неперевіршені задачі / У співавторстві з Сашком Дерманським, ілюстратор Олександр Шатохін. — Київ, Yakaboo Publishing.
2020 — Другоасики з 2-А / Ілюстраторка Євгенія Гайдамака. — Харків, Vivat.
2019 — Росли груші на вербі (в новій редакції) / Ілюстраторка Олена Шеремет. — Харків, Талант.
2019 — Зубасті задачки (в новій редакції) / Ілюстрації авторські. — Харків, Талант. 
2018 — #щотакематематика? / Ілюстрації авторські, летеринг Наталії Ком'яхової. — Харків, Талант.
2018 — Абобаль→ябобаль / Ілюстрації авторські та Лії Достлєвої, летеринг Закентія Горобйова. — Харків, Талант.
2018 — Кожен може поцілувати принцесу / Ілюстраторка Інна Черняк. — Харків, Vivat.
2017 — Біла трішки чорна-пречорна книжка / Ілюстрації авторські. — Харків, Vivat.
2017 — Історії з чаюванням / Ілюстраторка Наталія Смолова. — Харків, Талант.
2016 — Купи слона! або Маленькі пригоди великої Софійки / Ілюстратор Леонід Гамарц. — Харків, Талант.
2016 — (Я ∙ трамвай + зоопарк)2 / Ілюстраторка Інна Черняк. — Харків, Vivat.
2015 — Кожен може стати принцесою / У співавторстві з Євгенією Добровою, ілюстраторка Інна Черняк. — Харків, Vivat.
2014 — Росли груші на вербі! / Ілюстраторка Оксана Здор. — Київ, Радуга.
2014 — Зубасті задачки / Ілюстрації авторські. — Львів, Видавництво Старого Лева.